# ظفر هلالي
ظفر علي هلالي (بالإنجليزية: Zafar Hilaly)‏ (مواليد 1942) محلل سياسي ودبلوماسي باكستاني عمل سابقًا سفيراً لبلاده في اليمن ونيجيريا ومن فبراير 2001 في إيطاليا. تلقى تعليمه في مدرسة هاي جيت.
هلالي كاتب عمود، ويكتب كثيرا في صحف مثل الديلي تايمز وإكسبرس تريبيون، وذا نيوز إنترناشونال. لعب هلالي دورًا أساسيًا في إنشاء مدرسة باكستانية دولية في مدينة صنعاء في اليمن. 